# Horde (stam)
Een horde is een Turkse of Mongoolse stam of clan.

## Eigenschappen
De groepen zijn klein, tussen vijf en tachtig mensen, en bestaan uit nauw verwante personen. Zij missen veel instellingen zoals politie, wetten en verdragen om geschillen te beslechten.
Een horde heeft geen basis van de woonplaats. Het is een "egalitaire" maatschappij met informeel leiderschap.
Vermoedelijk leefden mensen in horden voor zij zich vestigden en begonnen met de landbouw en veeteelt. 

## Herkomst van het woord
Het woord horde komt van horda of orda. Een van de oudste woorden welke oorspronkelijke stam of groep betekende, maar in de Germaanse taal en latijn meer in de negatieve zin gebruikt werd als aan duiding van de Turkse en Mongoolse invallende en rovende horden welke zelfs in de Nederlanden gevreesd en berucht waren. Later gingen de horden over in clans aangevoerd door Khans.